# Глаук
Глаук, (грч. Glaukos, лат. Glaucus) је често име из грчке митологије и историје. Име су носили неколико краљева, војника јунака и један бог.

## Глаук морски бог
Најпознатији Глаук је морски бог, син бога Посејдона. он је био заштитник мора, рибара и рониоца. Место на коме се он највише задржавао је било данашње Средоземно море.
По Овидију, он је од свога оца Посејдона је наследио вештине и дар за прорицањем и врачањем, а ту је своју особину највише користио тако што је рибарима јављао долазак и правац кретања риба.

### Фонтана у Риму
Године 1911. на тргу у Риму је постављена фонтана са склуптуром Глаука у средини. Фонтана је дело склуптора марија Рутелија.

## Глаук краљ у Коринту
Глаук је био краљ у Коринту, син Сизифа и његове супруге Меропе, а отац јунака Белерофонта.

## Глаук син краља Хиполоха
Глаук је био син лидијског краља Хиполоха и Белерофонтов унук. Галук је, заједно са јунаком Сарпедоном био заповедник лидијским одредима који су се борили у тројанском рату на страни Троје.
Био је храбар борац и супротставио се једном од највећих ахејских јунака, али када је пришао близу, и видео је да је то аргејски краљ Диомед, чији је деда био пријатељ његовог деде Белерофонта. Тада је предложио Диомеду да се не боре већ да избегавају борбу. Као потврду узајамног договора Глаук је разменио оружје са Диомедом, а том разменом је ушао у античке пословице као лош трговац, јер је за свој златни мач вредан стотине волова добио бронзани мач у вредности од девет волова.

## Глаук ливац
Глаук из Хиоса је живео у 7. веку пре нове ере и пронашао је ливење железа, али се о том његовом открићу не зна ништа одређено.
- „Највероватније је, захваљујући открићима у 20 веку, да су још Хетити знали за ливење, и то пола века пре Грка, да је Глаук из Хиоса био човек који је пренео ту тајну до Грчке.“